# Сажин Микола Петрович
Сажин Микола Петрович (1897—1969) — радянський металург, один з найбільших фахівців з металургії рідкісних металів і чистих речовин в СРСР.
Академік АН СРСР (1964). Герой Соціалістичної Праці (14 березня 1967). Лауреат Ленінської премії (1961), двох Сталінських премій (1946, 1952).
Співпрацював у ряді проєктів з Донецьким хіміко-металургійним заводом.

## Основні праці
- Сурьма. — М.; Л., 1941.
- Развитие в СССР металлургии редких металлов и полупроводниковых материалов. — М., 1967.
- Вещества высокой чистоты в науке и технике. — М., 1969.